# بوكي ريتشاردسون
بوكي ريتشاردسون (بالإنجليزية: Bucky Richardson)‏ هو لاعب كرة قدم أمريكية أمريكي، ولد في 7 فبراير 1969 في باتون روج في الولايات المتحدة.

## وصلات خارجية
- بوكي ريتشاردسون على موقع مرجع كرة القدم المحترفة.كوم (الإنجليزية)